# Ventenac-Cabardès
Ventenac-Cabardès – miejscowość i gmina we Francji, w regionie Oksytania, w departamencie Aude. Przez miejscowość przepływa rzeka Fresquel. 
Według danych na rok 1990 gminę zamieszkiwały 652 osoby, a gęstość zaludnienia wynosiła 63 osoby/km² (wśród 1545 gmin Langwedocji-Roussillon Ventenac-Cabardès plasuje się na 445. miejscu pod względem liczby ludności, natomiast pod względem powierzchni na miejscu 735.).

## Zabytki
Zabytki w miejscowości posiadające status monument historique:
- zamek Abbé (château de l'Abbé)